# Смирново (Ленинградская область)
Смирново (до 1948 — Манниккала, фин. Mannikkala) — посёлок в Гончаровском сельском поселении Выборгского района Ленинградской области.

## Название
В начале 1948 года постановлением общего собрания рабочих и служащих подсобного хозяйства воинской части деревне Манниккала было выбрано новое наименование — Поляна. Однако комиссия по переименованиям вскоре изменила название на Смирново с обоснованием: «в память майора Смирнова, погибшего на территории Кяхярского сельсовета».
Переименование было закреплено указом Президиума ВС РСФСР от 13 января 1949 года.

## История
- Деревня Манниккала на финской карте 1923 года

До 1939 года деревня Манниккала входила в состав Выборгского сельского округа Выборгской губернии Финляндской республики.
С 1 января 1949 года учитывается административными данными, как деревня Смирново. В ходе укрупнения хозяйства к деревне были присоединены соседние селения: Хямяляйнен и Перойоки.
Согласно данным 1973 и 1990 годов посёлок Смирново входил в состав Гвардейского сельсовета.
В 1997 году в посёлке Смирново Гвардейской волости проживали 2 человека, в 2002 году — также 2 человека (все русские).
В 2007 году в посёлке Смирново Гончаровского СП проживали 3 человека, в 2010 году — 6 человек.

## География
Посёлок расположен в восточной части района на автодороге 41К-084 (Зверево — Малиновка), в месте примыкания к ней автодороги 41К-207 (Выборг — Смирново).
Расстояние до административного центра поселения — 11 км. 
Посёлок находится на южном берегу Смирновского озера.

## Демография
| 2007 | 2010 | 2017 | 2021 |
| ---- | ---- | ---- | ---- |
| 3    | ↗6   | ↘5   | ↗117 |

## Улицы
Благодатная, Егерский проезд, Живописный проезд, Липовая аллея, Озёрная, Петровская, Поклонная, Поселковая, Поэтический проезд, Ромашковый проезд, Смирновский проезд, Центральная.